# Белград (Міннесота)
Белград (англ. Belgrade) — місто (англ. city) в США, в окрузі Стернс штату Міннесота. Населення — 738 осіб (2020).

## Географія
Белград розташований за координатами 45°27′2″ пн. ш. 94°59′59″ зх. д. / 45.45056° пн. ш. 94.99972° зх. д. (45.450615, -94.999785). За даними Бюро перепису населення США в 2010 році місто мало площу 3,15 км², уся площа — суходіл.

## Демографія
Згідно з переписом 2010 року, у місті мешкало 740 осіб у 312 домогосподарствах у складі 185 родин. Густота населення становила 235 осіб/км². Було 363 помешкання (115/км²).
Расовий склад населення:
| - 97,0 % — білих - 0,5 % — корінних американців - 0,4 % — азіатів - 0,3 % — чорних або афроамериканців |

До двох чи більше рас належало 1,6 %. Частка іспаномовних становила 0,9 % від усіх жителів.
За віковим діапазоном населення розподілялося таким чином: 24,6 % — особи молодші 18 років, 48,9 % — особи у віці 18—64 років, 26,5 % — особи у віці 65 років та старші. Медіана віку мешканця становила 42,1 року. На 100 осіб жіночої статі у місті припадало 92,2 чоловіків; на 100 жінок у віці від 18 років та старших — 89,8 чоловіків також старших 18 років.
Середній дохід на одне домашнє господарство становив 58 926 доларів США (медіана — 36 607), а середній дохід на одну сім'ю — 74 199 доларів (медіана — 48 393). Медіана доходів становила 35 000 доларів для чоловіків та 33 958 доларів для жінок. За межею бідності перебувало 19,5 % осіб, у тому числі 33,3 % дітей у віці до 18 років та 8,6 % осіб у віці 65 років та старших.
Цивільне працевлаштоване населення становило 312 особи. Основні галузі зайнятості: виробництво — 22,1 %, освіта, охорона здоров'я та соціальна допомога — 17,6 %, роздрібна торгівля — 11,2 %, науковці, спеціалісти, менеджери — 9,0 %.